# Natale italiano
Natale italiano è un singolo della cantante italiana Anna Tatangelo, pubblicato il 9 novembre 2016 come colonna sonora del film di natale Un Natale al Sud, il cinepanettone di Massimo Boldi.

## Video musicale
Il videoclip ufficiale del brano è stato girando dello stesso registra del film Federico Marsicano. Nel video compaiono alcune scene del film, girato totalmente in Puglia.
Pubblicato dalla Tatangelo sul suo canale Youtube l'11 novembre 2016.

## Tracce
Testi e musiche di Giovanni Caccamo, Placido Salamone.
1. Natale italiano – 2:36

## Classifiche
| Classifica (2016)             | Posizione massima |
| ----------------------------- | ----------------- |
| Italia (airplay indipendenti) | 38                |